# شماره ۲ (مرکز زرد)
شمارهٔ ۲ (مرکز زرد) نقاشی رنگ روغنی از مارک روتکو است که در سال ۱۹۵۴ میلادی کشیده شده است. این نقاشی اکنون در موزه هنرهای معاصر تهران نگهداری می‌شود.
شمارهٔ ۲ (مرکز زرد) از نقاشی‌های انتزاعی است که روتکو در دههٔ ۱۹۵۰ میلادی خلق کرد. یکی از این نقاشی‌ها به نام مرکز سفید (زرد، صورتی و اسطوخودوس بر رز) در سال ۲۰۰۷ به قیمت ۷۲ میلیون دلار در یک حراجی به فروش رفت.

## یادداشت
1. ↑  White Center (Yellow, Pink and Lavender on Rose)